# Drveša vas
Drveša vas (nemško Ebersdorf) je naselje v Občini Pliberk v Okraju Velikovec na Koroškem v Avstriji.